# Ан деван Пјерпон
Ан деван Пјерпон (фр. Han-devant-Pierrepont) је насељено место у Француској у региону Лорена, у департману Меза.
По подацима из 2011. године у општини је живело 139 становника, а густина насељености је износила 28,02 становника/km².

## Демографија
| 1962. | 1968. | 1975. | 1982. | 1990. | 2011. |
| ----- | ----- | ----- | ----- | ----- | ----- |
| 169   | 141   | 105   | 118   | 121   | 139   |